# Rivas Dávila (khu tự quản)
Rivas Dávila là một khu tự quản thuộc bang Mérida, Venezuela. Thủ phủ của khu tự quản Rivas Dávila đóng tại Bailadores. Khự tự quản Rivas Dávila có diện tích 182 km2, dân số theo điều tra dân số ngày 21 tháng 10 năm 2001 là 16001 người.